# 9079 Геснер
9079 Ге́снер (9079 Gesner) — астероїд головного поясу, відкритий 10 серпня 1994 року.
Тіссеранів параметр щодо Юпітера — 3,227.
Названий на честь швейцарського дослідника природи Конрада Геснера.